# Flaga Adżarii

Flaga Adżarii

Flaga Adżarii z lat 2000-2004

Flaga Adżarii została przyjęta przez lokalny parlament 20 lipca 2004. W kantonie znajduje się flaga Gruzji, podkreślająca przynależność Adżarii do państwa gruzińskiego. Niebieskie pasy symbolizują Morze Czarne, pasy białe są symbolem czystości. Siedem pasów symbolizuje miasta Batumi i Kobuleti oraz pięć dystryktów tworzących Adżarię (Batumi, Kobuleti, Keda, Szuachewi, Chulo).